# Houlton
Houlton és una població dels Estats Units a l'estat de Maine (EUA). Segons el cens del 2000 tenia 6.476 habitants.

## Demografia
Segons el cens del 2000, Houlton tenia 6.476 habitants, 2.677 habitatges, i 1.654 famílies. La densitat de població era de 68 habitants/km².
Dels 2.677 habitatges en un 29,5% hi vivien nens de menys de 18 anys, en un 47,4% hi vivien parelles casades, en un 0% dones solteres, i en un 38,2% no eren unitats familiars. En el 34,3% dels habitatges hi vivien persones soles el 18% de les quals corresponia a persones de 65 anys o més que vivien soles. El nombre mitjà de persones vivint en cada habitatge era de 2,29 i el nombre mitjà de persones que vivien en cada família era de 2,94.
Per edats la població es repartia de la següent manera: un 23,7% tenia menys de 18 anys, un 7,1% entre 18 i 24, un 26% entre 25 i 44, un 21,9% de 45 a 60 i un 21,3% 65 anys o més.
L'edat mediana era de 40 anys. Per cada 100 dones de 18 o més anys hi havia 82,4 homes.
La renda mediana per habitatge era de 26.212 $ i la renda mediana per família de 34.812 $. Els homes tenien una renda mediana de 27.623 $ mentre que les dones 20.991 $. La renda per capita de la població era de 14.007 $. Entorn del 13,5% de les famílies i el 17,7% de la població estaven per davall del llindar de pobresa.

## Habitants destacats
- Samantha Smith (1972-1985) - Activista per la pau